# Calogero Vizzini
Calogero Vizzini, más conocido como «Don Caló» nació en la comuna siciliana de Villalba de la provincia de Caltanissetta el 24 de julio de 1877 en brazos de una familia clase media con un padre de familia humilde y madre acomodada, donde un miembro de su familia tenía cierta importancia en la Iglesia católica. Murió el 10 de julio de 1954 siendo una de las figuras más influyentes de la mafia como Al Capone de la mafia italoestadounidense.

## Iniciación al mundo de la mafia
Calogero Vizzini trabajó como intermediario entre los campesinos que querían convertir su trigo molido en harina y los molinos que se encontraban cerca de la costa (los cuales eran controlados por mafias locales). Entre los campos de trigo y los molinos había 80 kilómetros de distancia, y Calogero debía defender la mercancía de bandidos, entonces pidió protección a un capo de la mafia llamado “Francesco Paolo Varsallona”.
Vizzini y la banda de Varsallona fueron arrestados en 1902 cuando cayeron en una trampa tendida por la policía. Vizzini fue sometido a juicio con el resto de la banda por "asociación para delinquir", pero fue uno de los pocos en ser absuelto.

## Primera Guerra Mundial y Calogero
El señor Vizzini ya se había convertido en capo de Villalba, donde ofrecía protección a campesinos y ya había obtenído terrenos agrarios.
El ejército italiano necesitaba caballos y mulas en Sicilia para la caballería y artillería. Vizzini llegó a un acuerdo con la Comisión del Ejército de delegar las responsabilidades a él. Recogió un impuesto sobre los animales cuyos propietarios querían evitar requisa. También efectuó la compra a un precio bajo a estafadores y venta a precios de mercado en el Ejército.
Parte de los caballos y mulas vendidas al ejército murieron de vejez o enfermedades antes de tocar campo de batalla, por lo cual Calogero Vizzini fue condenado a 20 años por fraude y delitos cometidos anteriormente como corrupción y asesinato, pero fue absuelto gracias a ciertas influencias.
Al finalizar la Gran Guerra, Calogero Vizzini se había enriquecido vendiendo tanto caballos como mulas al ejército y siendo representante de un consorcio de operadores de minas de azúfre.

## Ayuda a los Aliados en la Operación Husky[2]
Vizzini tenía intereses en Estados Unidos, y en el desembarco aliado en Sicilia, la Operación Husky, en julio de 1943, ofreció ayuda a los Aliados de la Segunda Guerra Mundial, convenciendo al ejército de Mussolini (los Camisas Negras) a que se rindieran.
Existe el mito de que montado en un tanque, Vizzini recorría Sicilia convenciendo a los Camisas Negras a rendirse, pero los historiadores mostraron otro punto de la historia, donde Calogero creó una delegación local para convencer a las tropas italianas de que se rindan en el nombre de “Don Caló”.

## Mafioso, Coronel y alcalde de Villalba
En Italia hubo un momento que se unieron para eliminar el fascismo del poder, y en Villalba recurriron a Vizzini para que tome la alcaldía.
Debido al apoyo aliado y a sus conexiones estadounidenses, se le concedió el título de “Coronel Honorario de los Estados Unidos”.
Luego de la Segunda Guerra Mundial, Don Caló se había convertido en el “Rey del mercado negro” y comenzaba a ser una leyenda.

## La verdadera mafia italoestadounidense

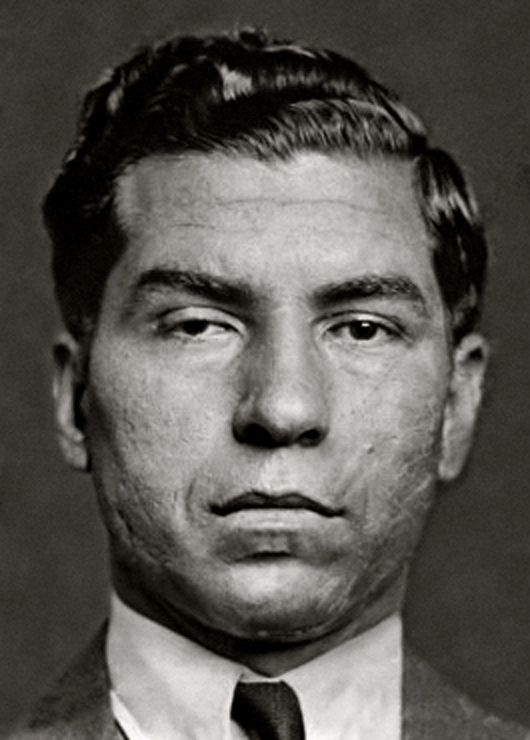
Lucky Luciano, amigo de Vizzini y socio empresarial.

En 1949 Vizzini y el mafioso estadounidense Lucky Luciano establecieron una fábrica de caramelos en Palermo para exportar a toda Europa y a Estados Unidos.
La policía sospechó que se trataba de una tapadera para el tráfico de heroína. El laboratorio operado imperturbablemente hasta el 11 de abril de 1954 cuando el diario romano Avanti! publicó una fotografía de la fábrica bajo el titular "Textiles y Dulces en la ruta de la droga." Esa noche la fábrica fue cerrada.

## Muerte del Don
Murió el 10 de julio de 1954. Miles de campesinos vestidos de negro, políticos y sacerdotes acudieron a su funeral, incluyendo a ciertos miembros del submundo mafioso.
La repercusión de su muerte fue tal, que el New York Times informó de la noticia en Estados Unidos.

## Don Caló en la cultura popular
Calogero Vizzini tuvo una aparición en el capítulo “La Madre Patria” del videojuego Mafia II, donde evita la muerte del protagonista en la Operación Husky. Es el único personaje real que aparece físicamente en la saga.